# Frédéric Delvaux
Frédéric François Marie Delvaux, né le 7 août 1834 à Louvain, dans la demeure de sa grand-mère maternelle, et mort le 31 décembre 1916 à Anvers fut un homme politique libéral belge, fils de Jean Pierre François Delvaux, natif de Luxembourg, avocat domicilié à Anvers

## Biographie
Il fut docteur en droit (ULg, 1859). Inscrit au barreau d'Anvers, il devint stagiaire auprès du politicien libéral Jacques Cuylits et fut ensuite bâtonnier. Il devint membre des CA de la Banque Centrale Anversoise, des Houilleries-Unies de Charleroi et de Société des Tramways d'Anvers.
Delvaux entra en politique dans l'Association Libérale, conservative et doctrinaire, dont Cuylits fut président. Delvaux en fut successivement secrétaire, vice-président et président (1885- 1911) et en même temps présida les Libéraux Réunis d'Anvers, coupole électorale libérale.
Entre 1878 et 1884 et de 1888 à 1900 Delvaux fut élu conseiller provincial de la province d'Anvers. En 1900, il fut élu député. À la séance extraordinaire du 4 août 1914, lors du début de la Première Guerre mondiale, il présida le chambres réunies en tant que doyen d'âge.

## Liens familiaux
Delvaux épousa Hortensia Kennedy en premières noces. Sa fille Alice, épousa Emile Grisar, fils du grossiste prominent Gustave Grisar, actif dans l'Association libérale tout comme Delvaux.
Après le décès de son épouse, Delvaux épousa Julie Pecher, le 16 avril 1886, fille du grand négociant libéral Édouard Pecher (1825-1892) et petite-fille de l'armateur et politicien libéral Cateaux-Wattel (1794-1868). Julie Pecher fut auparavant l'épouse de Guillaume Bernays, assassiné en 1882 par Léon Peltzer, alors qu'on insinua que Édouard Pecher avait lui-même commandité l'élimination. Au procès, Delvaux défendit Julie Pecher, qu'il épousa par la suite.